# Sahwa (Gelehrtenpogrome in Korea)
In Korea gab es im späten 15. und der ersten Hälfte des 16. Jahrhunderts vier politische Intellektuellen-Pogrome, die in Korea unter dem Begriff Sahwa (koreanisch: 사화, Hanja: 士禍, dt. etwa „Gelehrten-Unglück“) in die Geschichte eingegangen sind: in den Jahren 1498, 1504, 1519 und 1545. Die wörtliche Übersetzung der chinesischen Schriftzeichen bedeutet in etwa Gelehrten-Unglück oder -Kummer. In der englischsprachigen Literatur hat sich der Begriff Literati purges eingebürgert, wörtlich in etwa Literaten-Säuberungen. Er wurde geprägt von Edward W. Wagner, einem Harvard-Professor für koreanische Geschichte.

## Einleitung
Die Politik in der Mitte der Joseon-Dynastie war in erster Linie geprägt durch einen Machtkampf zwischen zwei aristokratischen yangban Interessengruppen – der etablierten Hungu-Machtelite und einer aufstrebenden Gruppe von gut ausgebildeten Intellektuellen aus wohlhabenden Familien, den Sarim (manchmal auch Saarim geschrieben; Hangeul: 사림, Hanja: 士林), was so viel bedeutet wie Wald der Gelehrten. Sie waren Anhänger des Neokonfuzianismus und prangerten die herrschende Korruption an. Die Mitglieder dieser Bewegung wurden Seonbi (Hangeul: 선비) genannt, übersetzt in etwa Tugendhafter Gelehrter oder - Wissenschaftler. Entstanden war diese Bewegung aus einer Gruppe von Schülern von Kim Jong-jik (김종직, 1431–1492), der oft auch mit seinem Schriftstellernamen Jeompiljae (점필재) genannt wird.
Die Sarim-Anhänger mieden in der Regel den direkten Machtkampf und damit den königlichen Hof. Stattdessen zogen sie sich in ländliche Provinzen zurück, wo sie sich dem Studium des Neokonfuzianismus widmeten. Dies verstärkt, nachdem 1455 Sejo seinen erst 14-jährigen Neffen, König Danjong vom Thron verstieß, um selbst den Thron zu besteigen. Sechs Minister, die versuchten Danjong zurück auf den Thron zu bringen, ließ er hinrichten.
Mit Beginn der Regentschaft von König Seongjong im Jahre 1469 drängten Sarim-Anhänger aber vermehrt in politische Positionen, und dort speziell in die drei Schlüsselpositionen der Administration: Generalinspekteur (dessen Aufgabe die Kontrolle des Beamtenapparates war, insbesondere Anklage und Verfolgung von Korruption), des Obersten Sittenwächters (ohne unmittelbare politische Macht war seine Aufgabe, Missstände offenzulegen) und Hongmoongwan (zu dessen Aufgaben die Dokumentation der Regierungsgeschäfte gehörte, sowie als Lehrer und sittlicher Berater des Königs zu fungieren). Sarim waren aber auch in weiteren steuernden und kontrollierenden Positionen gut vertreten. Mit dieser zunehmenden Macht forderten die Sarim-Anhänger die angestammte Machtelite heraus, die jedoch weiterhin ebenfalls einige Schlüsselstellungen hielt. Zunächst hatten die Sarim-Anhänger aber noch die Unterstützung von König Seongjong und genossen damit dessen Schutz.
Nachdem 1494 König Seongjongs ältester Sohn, Yeonsangun, den Thron bestieg, kam es vier Jahre später aufgrund einer Intrige 1498 zunächst innerhalb der Königsfamilie zu einer blutigen Familienfehde, die zu einem Pogrom in der Beamtenschaft eskalierte, und in der Folge 1504, 1519 und 1545 zu weiteren blutigen Pogromen gegen die Sarim-Anhänger.

## Auswirkungen
Diese vier Pogrome dezimierten die Sarim-Fraktion und trieb sie zurück in ländliche Gebiete, fernab des Königshofes. Dort gründeten sie Schulen (Seowon genannt), um ihre Ideen auf diese Weise weiter zu tragen. Yi Hwang, zum Beispiel, zog sich nach dem vierten Pogrom aus der Politik zurück. Trotz wiederholter Aufforderungen des Hofes weigerte er sich lange Zeit an den Hof zurückzukehren.

Nachdem Jo Gwang-jo einer Intrige zum Opfer fiel und aufgrund dessen 1519 hingerichtet wurde, flohen auch andere berühmte Gelehrte, wie Jo Shik, Seo Gyeong-deok und Seoung Soo-chim aus der Hauptstadt. Auch Jo Shik lehnte eine Berufung zurück an den Hof ab. Er schrieb an den König Myeongjong: 

„Unter Eurer Majestät Regierung ist schon so viel schief gegangen und die Fundamente des Landes sind zusammengebrochen. Die Unterstützung des Himmels ist verspielt, wie auch die des Volkes. Die Mutter des Königs ist um das Land besorgt und meint es gut, aber sie ist eine Witwe, irgendwo im Palast. Eure Majestät ist jung, und erbt die Königswürde Eures verstorbenen Vaters. Wie ist es möglich, Tausenden von Naturkatastrophen zu begegnen und wie die Milliarden Scherben der Herzen des Volkes zu heilen?“

Die Sarim-Anhänger gründeten Schulen und Akademien in ländlichen Gebieten, weitab des Hofes, um zumindest so ihre Ideen weiter zu tragen. Diese waren erfolgreich und brachten es zu einiger Blüte. Als nach dem Tod von König Myeongjong 1567 dessen jüngerer Bruder, König Seonjo, den Thron bestieg, gewannen die Sarim wieder an Einfluss, stiegen in entscheidende Verwaltungspositionen auf. Bis zum Ende der Joseon-Dynastie behielten sie bestimmenden Einfluss auf die Politik.

## Aus heutiger Sicht
Die obige Darstellung der Pogrome basiert auf einem in der Geschichtsforschung breit akzeptierten Verständnis der damaligen Vorgänge. Dennoch muss einschränkend gesagt werden, dass ein großer Teil der zugrunde liegenden Dokumente die Vorgänge aus Sicht der Sarim-Anhänger wiedergibt. Die Jahrbücher der Joseon-Dynastie wurde in großen Teilen von diesen geschrieben. Die Jahrbücher bilden eine der zentralen Quellen. Allerdings wurden sie zu einem Zeitpunkt verfasst, als noch nicht absehbar war, dass sich die Sarim einmal durchsetzen werden. Insofern wären die Schreiber ein sehr hohes persönliches Risiko eingegangen, wenn sie versucht hätten, die Vorgänge in den Jahrbüchern in ihrem Sinne zu fälschen. Man geht deshalb davon aus, dass die Jahrbücher eine verlässliche Quelle bilden.
Einige Historiker verstehen die Pogrome als Ergebnis einer Auseinandersetzung zwischen den Machtansprüchen der jeweiligen Monarchen, die ihren absoluten Machtanspruch durchsetzen wollten, während die Beamtenaristokratie die wahre Loyalität zu ihrem König darin sah, ihn zu leiten, damit er ein wohlwollender konfuzianischer Philosophenkönig werde, und dass es dazu nötig sei, ihn  auch auf seine Fehler hinzuweisen.
Die Unterschiede zwischen der Sarim- und Hungu-Fraktion sehen sie als künstlich an und vertreten die Meinung, dass es eigentlich nicht um den Kampf zwischen unterschiedlichen philosophischen Linien ging, sondern eher um einen Kampf, der zwischen unterschiedlichen Clans geführt wurde.